# Študlov (ort i Tjeckien, Pardubice)
Študlov är en ort i Tjeckien.   Den ligger i regionen Pardubice, i den östra delen av landet, 160 km öster om huvudstaden Prag. Študlov ligger 514 meter över havet och antalet invånare är 150.
Terrängen runt Študlov är varierad, och sluttar österut.Runt Študlov är det ganska tätbefolkat, med 120 invånare per kvadratkilometer. Närmaste större samhälle är Svitavy, 17,2 km norr om Študlov. I omgivningarna runt Študlov växer i huvudsak blandskog.